# Bloc Party
Bloc Party är ett brittiskt indierock-band bildat 1999 i södra London, England. Bandet kallade sig först "Angel Range", "Diet" och "Union" innan de bestämde sig för sitt nuvarande namn i september 2003.

## Historik
Bandet gav ut sitt debutalbum Silent Alarm i februari 2005, ett album som blev nominerat till Mercury Music Prize.
I februari 2007 kom uppföljaren A Weekend in the City. Den skivan handlar mer om vardagen i en storstad, droger, sex, rasism och bombdåden i London 2005. Den blev väl mottagen av kritiker världen över och har sålt över en miljon exemplar världen över. Den 18 augusti 2008 avslöjade bandet gemensamt i en webbchatt organiserad på deras webbplats att deras tredje studioalbum skulle heta Intimacy – och släppas den 27 oktober – men att man via deras webbplats kunde köpa den cirka en månad innan. Den fysiska skivans "Limited Edition" innehåller två extraspår – "Your Visits Are Getting Shorter" och "Letter to My Son".
Gruppen gjorde ett uppehåll efter utgivningen av Intimacy. Under 2011 började gruppen återigen skriva material för ett nytt album, Four, som släpptes 2012.
Matt Tong hoppade av bandet år 2013 och bandet har tagit ännu en paus medan Kele gör soloskivor. Gordon Moakes lämnade bandet 2015. 
Bandet släppte år 2016 albumet Hymns som fick blandad kritik av flera tidningar.

## Medlemmar
Nuvarande medlemmar
- Kele Okereke – sång, rytmgitarr, sampler, piano (1999–)
- Russell Lissack – sologitarr, sampler, synthesizer (1999–)
- Justin Harris - basgitarr, bakgrundssång, synthesizer, glockenspiel, saxofon (2015–)
- Louise Bartle – trummor, percussion, bakgrundssång (2015–)

Tidigare medlemmar
- Matt Tong – trummor, bakgrundssång (2002–2013)
- Gordon Moakes – basgitarr, bakgrundssång, keyboard, synthesizer, trummor, glockenspiel (2002–2013)
- Sarah Jones – trummor, percussion (2013)

Bildgalleri

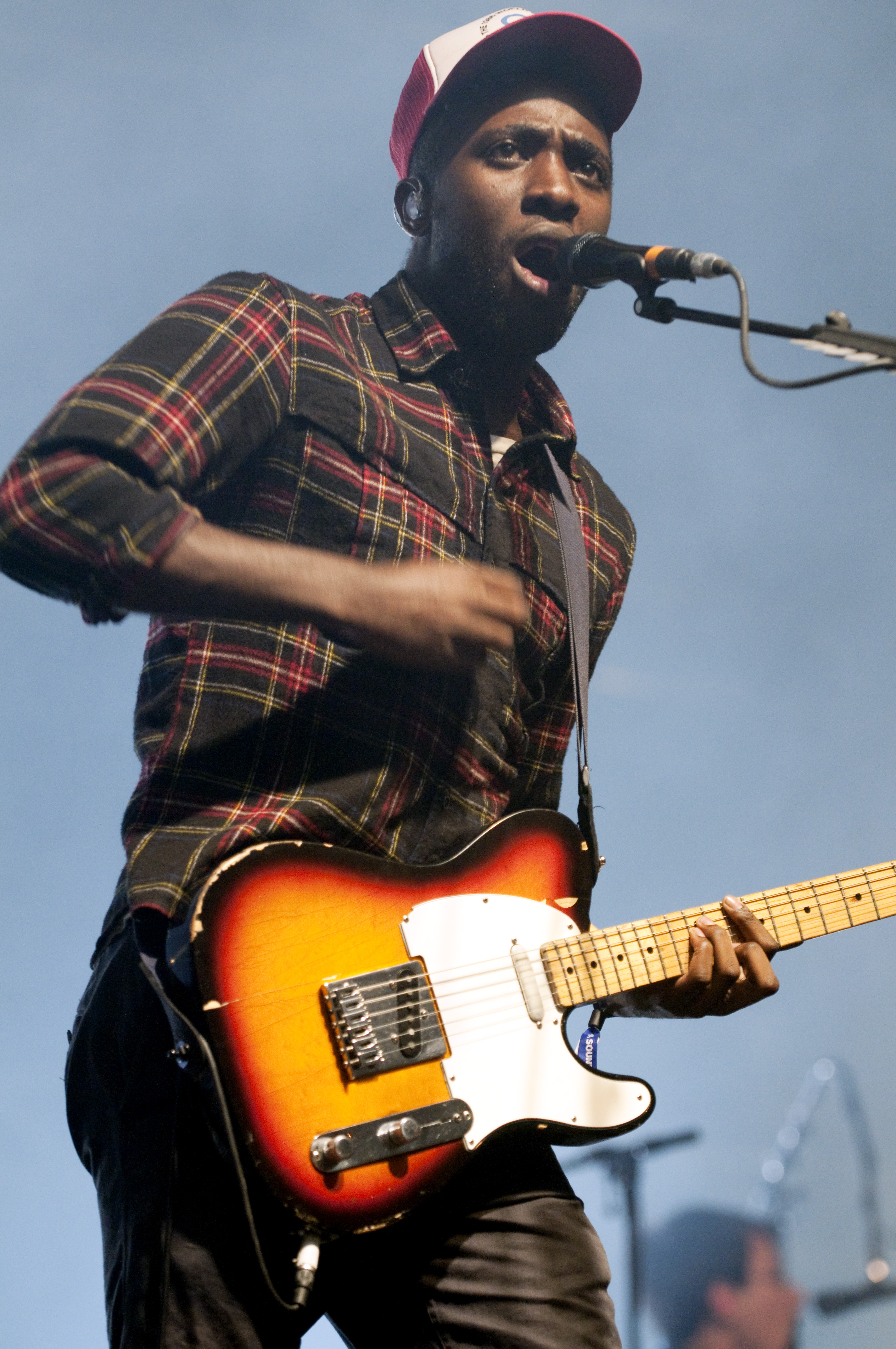
Kele Okereke
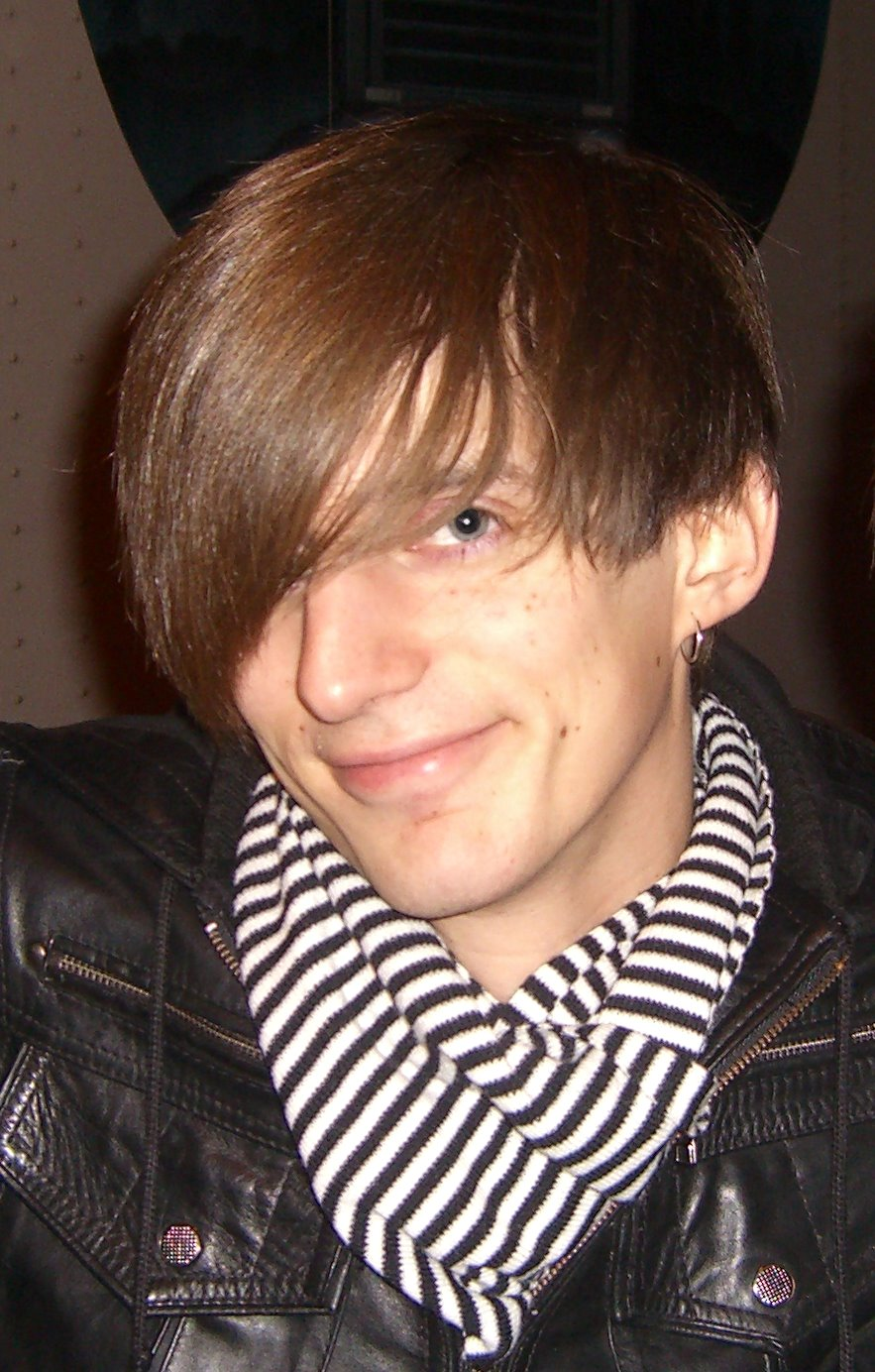
Russell Lissack
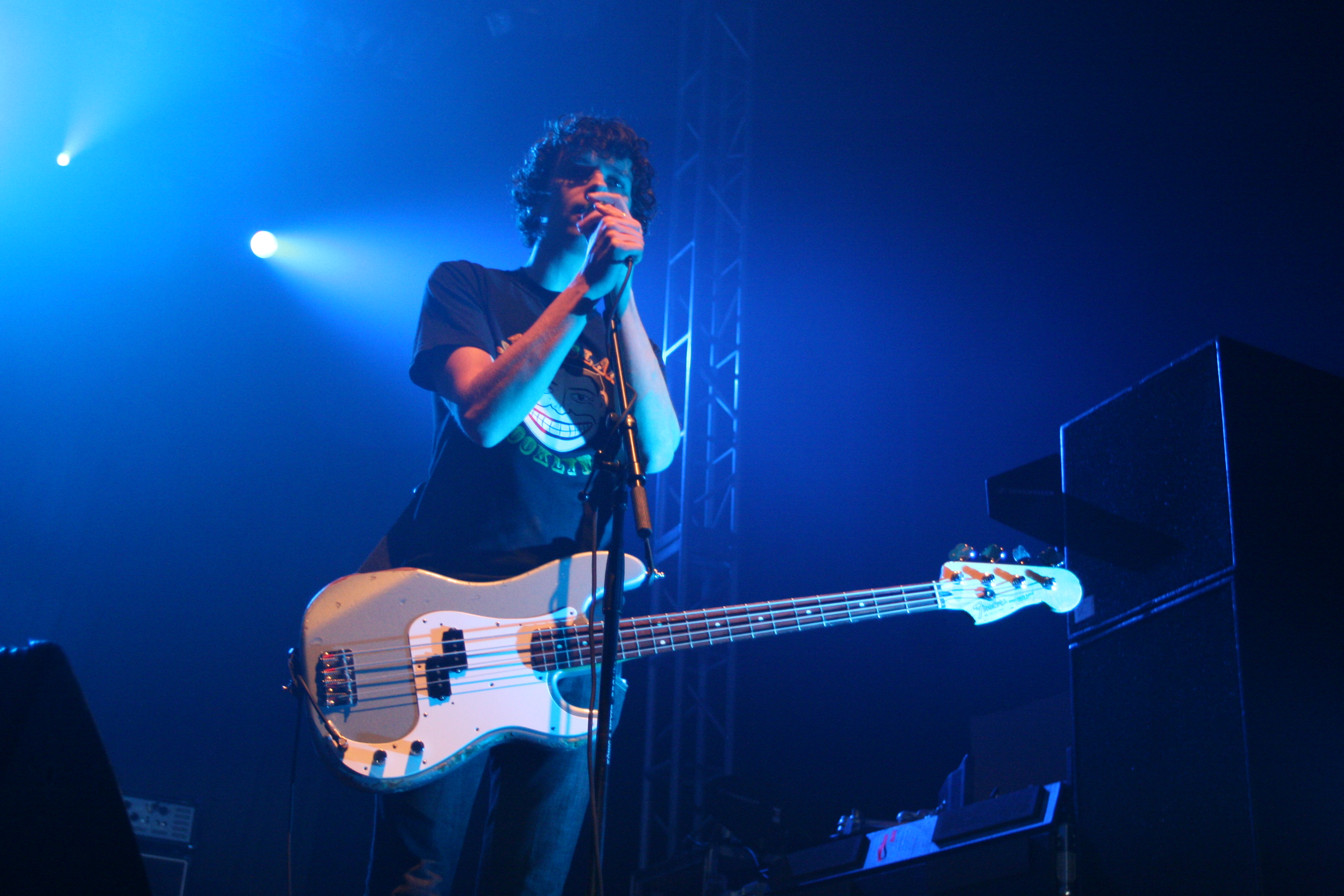
Gordon Moakes
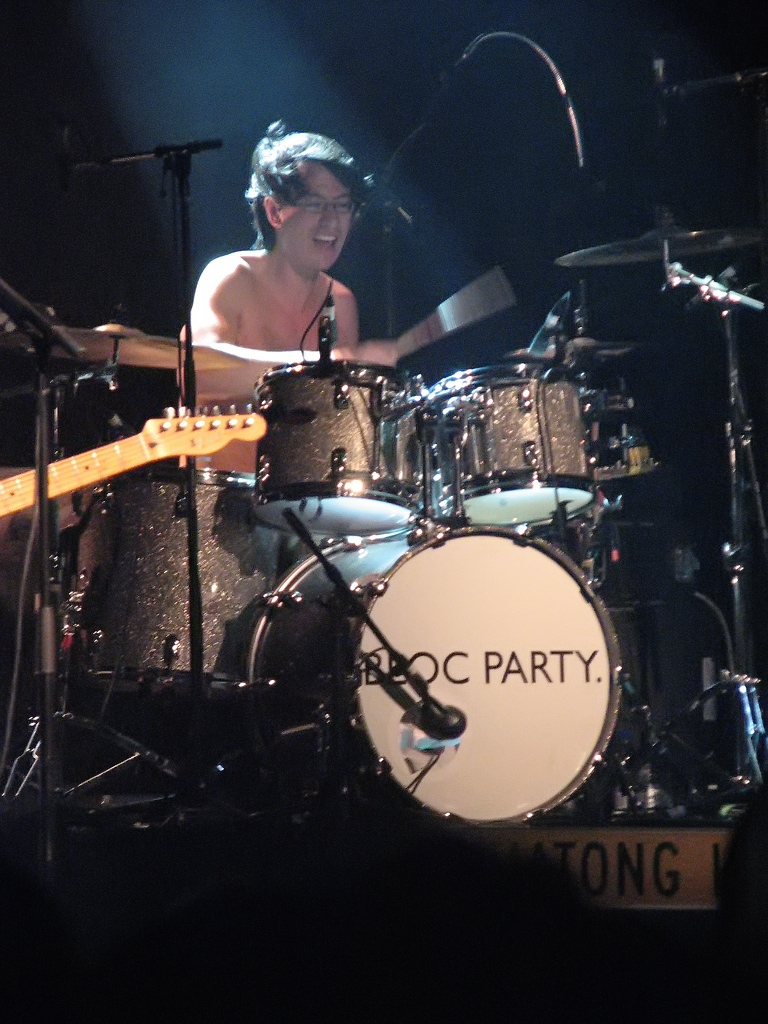
Matt Tong

## Diskografi
Album
- Silent Alarm (2005)
- A Weekend in the City (2007)
- Intimacy (2008)
- Four (2012)
- Hymns (2016)
- Alpha Games (2022)

EP
- Bloc Party EP (September 2004)

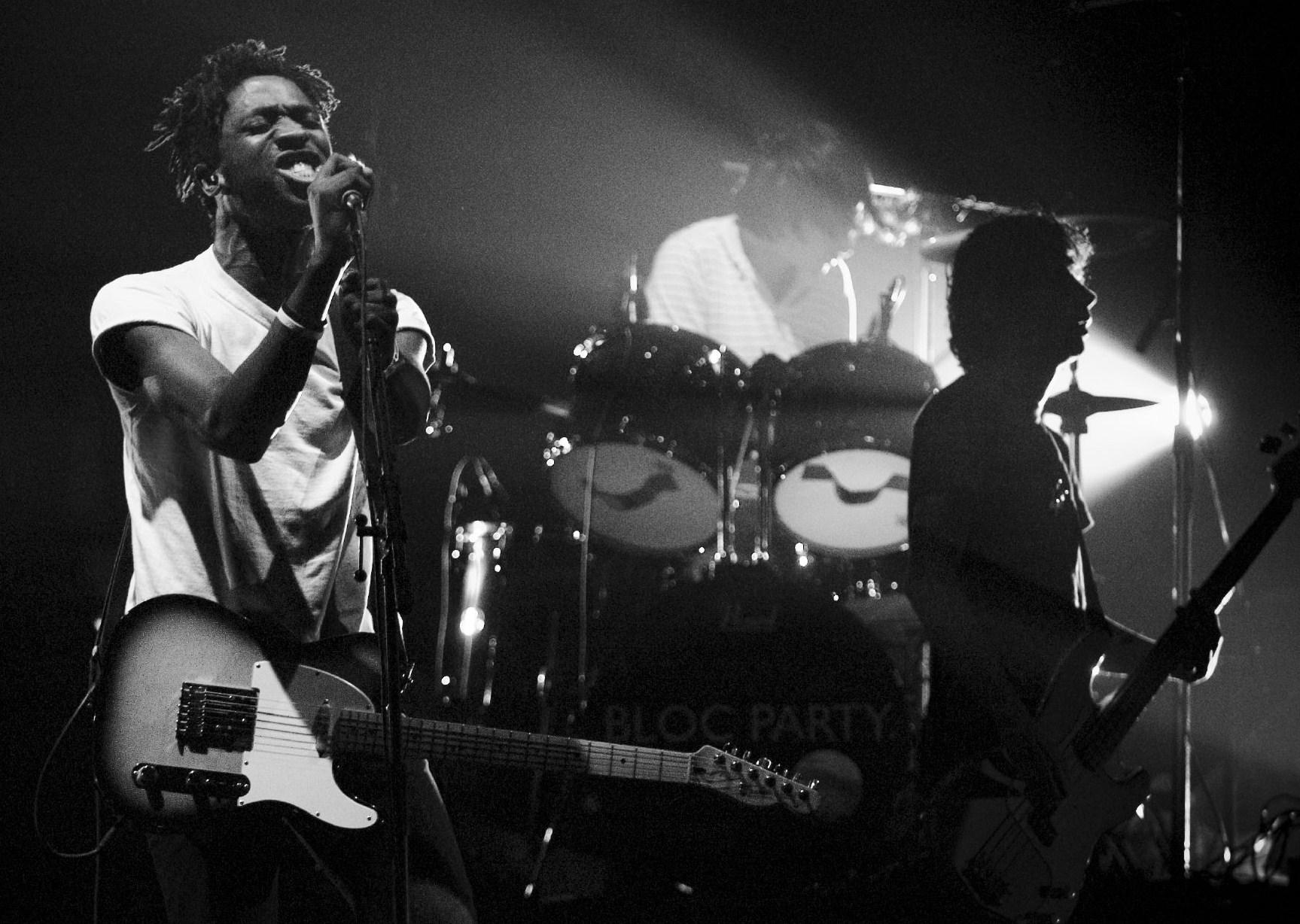
Bloc Party i San Francisco 2005.

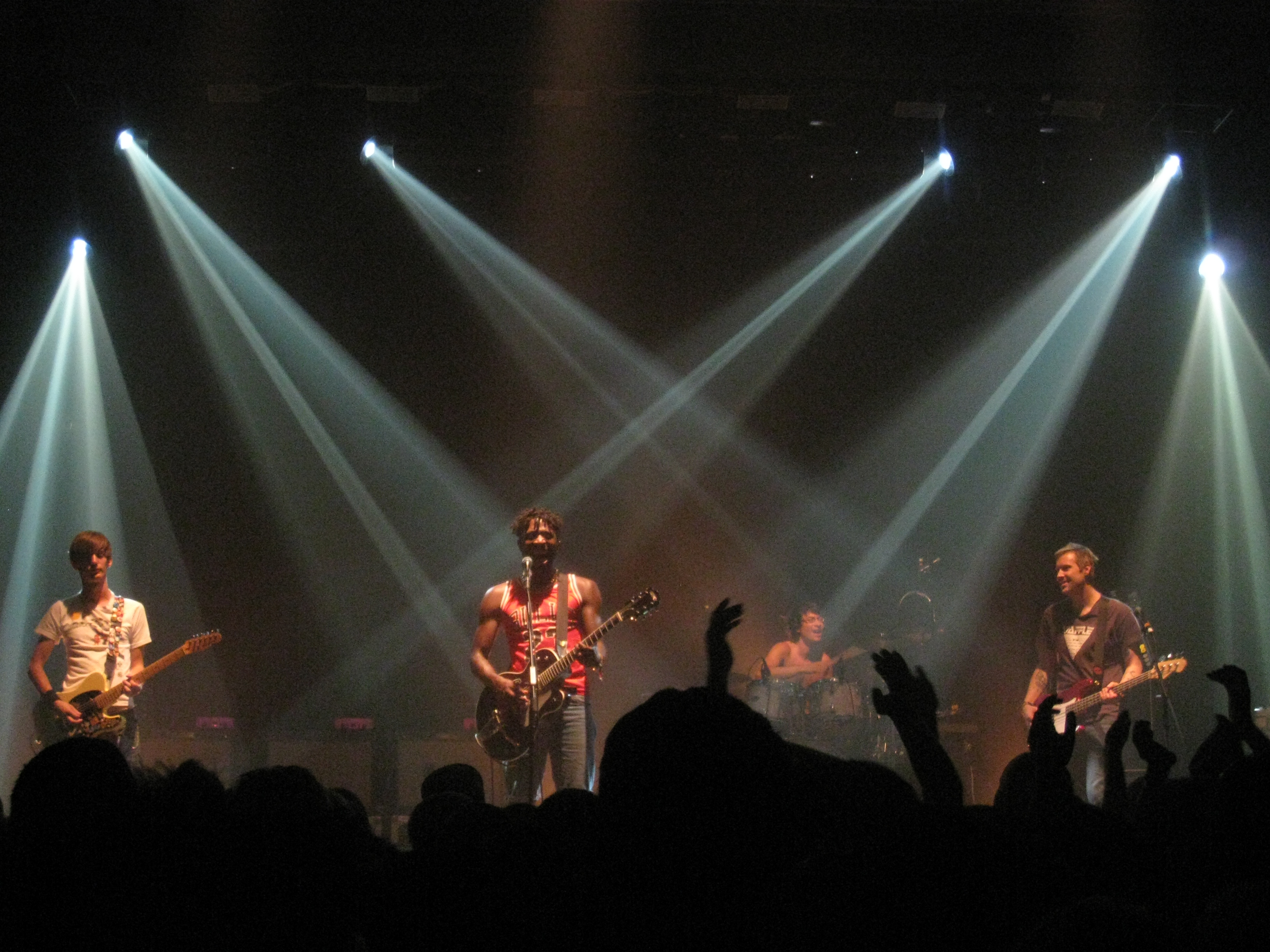
Bloc Party 2008.

- Little Thoughts EP (December 2004, endast utgiven i Japan)
- The Nextwave Sessions (Augusti 2013)

Singlar
- "Storm & Stress" (2003)
- "She's Hearing Voices" (2004)
- "Banquet/Staying Fat" (2004)
- "Little Thoughts" / "Tulips" (2004)
- "Helicopter" (Oktober 2004)
- "Tulips" (2005)
- "So Here We Are" / "Positive Tension" (2005)
- "Banquet" (2005)
- "Pioneers" (2005)
- "Two More Years" (2005)
- "The Prayer" (2007)
- "I Still Remember" (2007)
- "Hunting for Witches" (2007)
- "Flux" (2007)
- "Mercury" (2008)
- "Talons" (2008)
- "One Month Off" (2009)
- "Signs (Armand Van Helden Remix)" (2009)
- "One More Chance" (2009)
- "Octopus" (2012)
- "Truth (Digitalism remix)" (2013)
- "Ratchet" (2013)
- "The Love Within"  (2015)
- "The Good News" (2015)
- "Virtue"  (2016)
- "Stunt Queen" (2016)
- "Traps" (2021)
- "The Girls Are Fighting" (2022)
- "Sex Magik" (2022)
- "If We Get Caught" (2022)
- "High Life" (2023)
- "Keep It Rolling" (2023) (tillsammans med KennyHoopla)